# Dolmen des Landes
Der Dolmen des Landes (auch Allée couverte de la Pierre Levée des Landes genannt) liegt in einem Feld in Bazoges-en-Pareds bei Chantonnay im Département Vendée in Frankreich. Dolmen ist in Frankreich der Oberbegriff für jungsteinzeitliche Megalithanlagen aller Art (siehe: Französische Nomenklatur).
Der Dolmen des Landes ist eine Allée couverte. Sie hat einen langen, gespaltenen Deckstein, der in den Resten eines Hügels über sieben mehrheitlich in situ befindlichen Tragsteinen ruht.
Der Dolmen ist seit 1927 als Monument historique eingestuft. Etwa 20,0 m nördlich des Dolmens liegt der etwa 3,0 m lange Menhir des Landes.

Pierre Levée des Landes
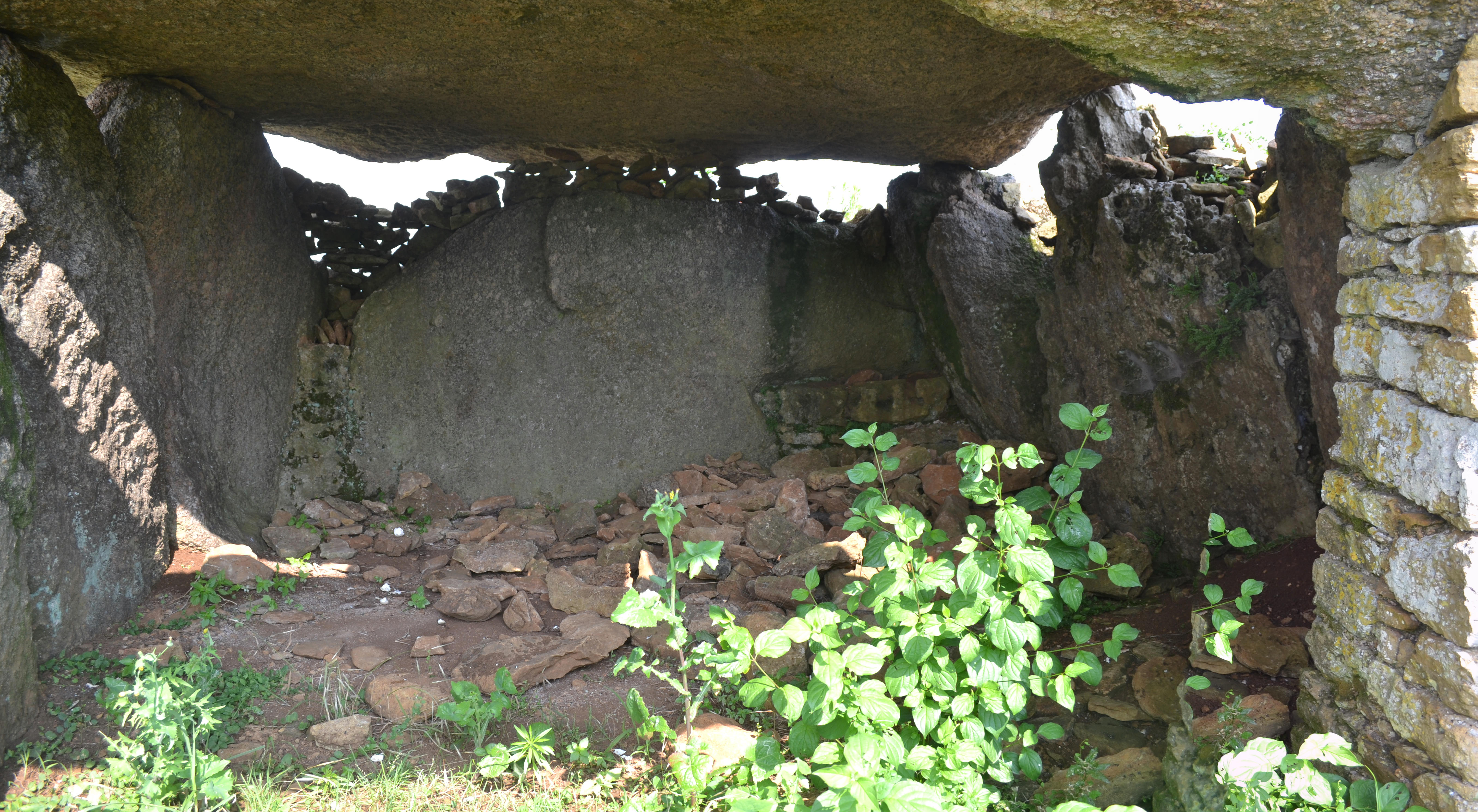
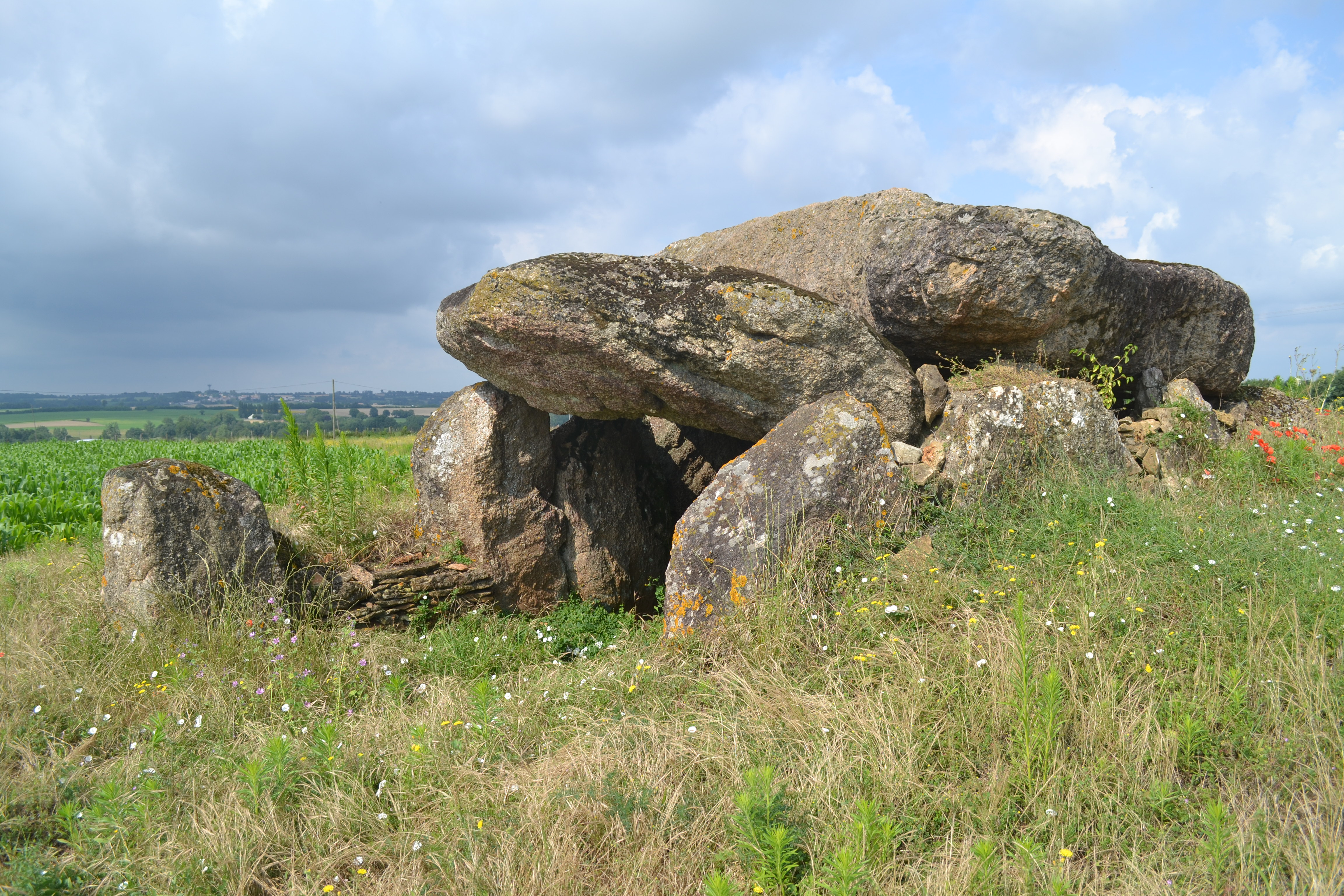
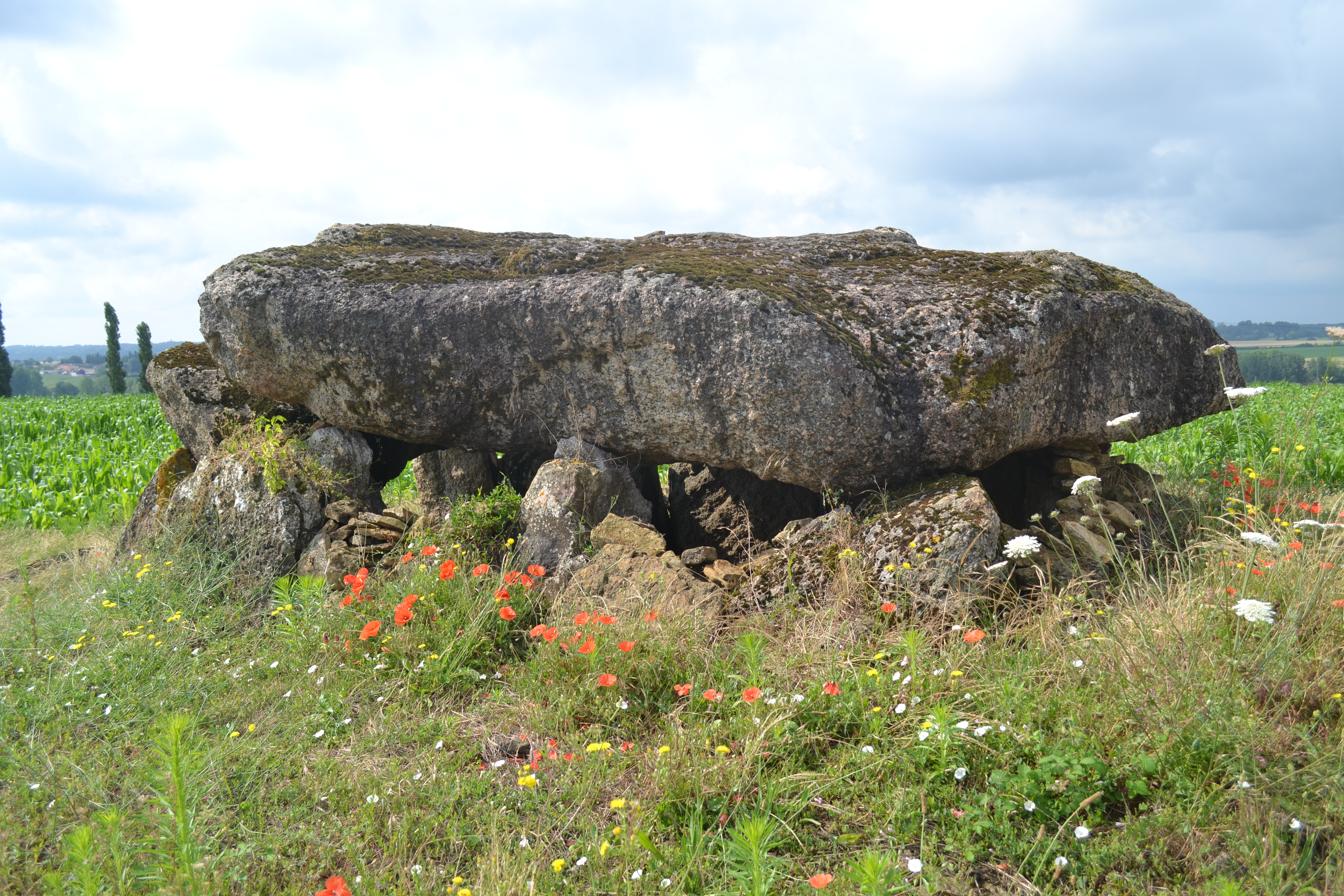
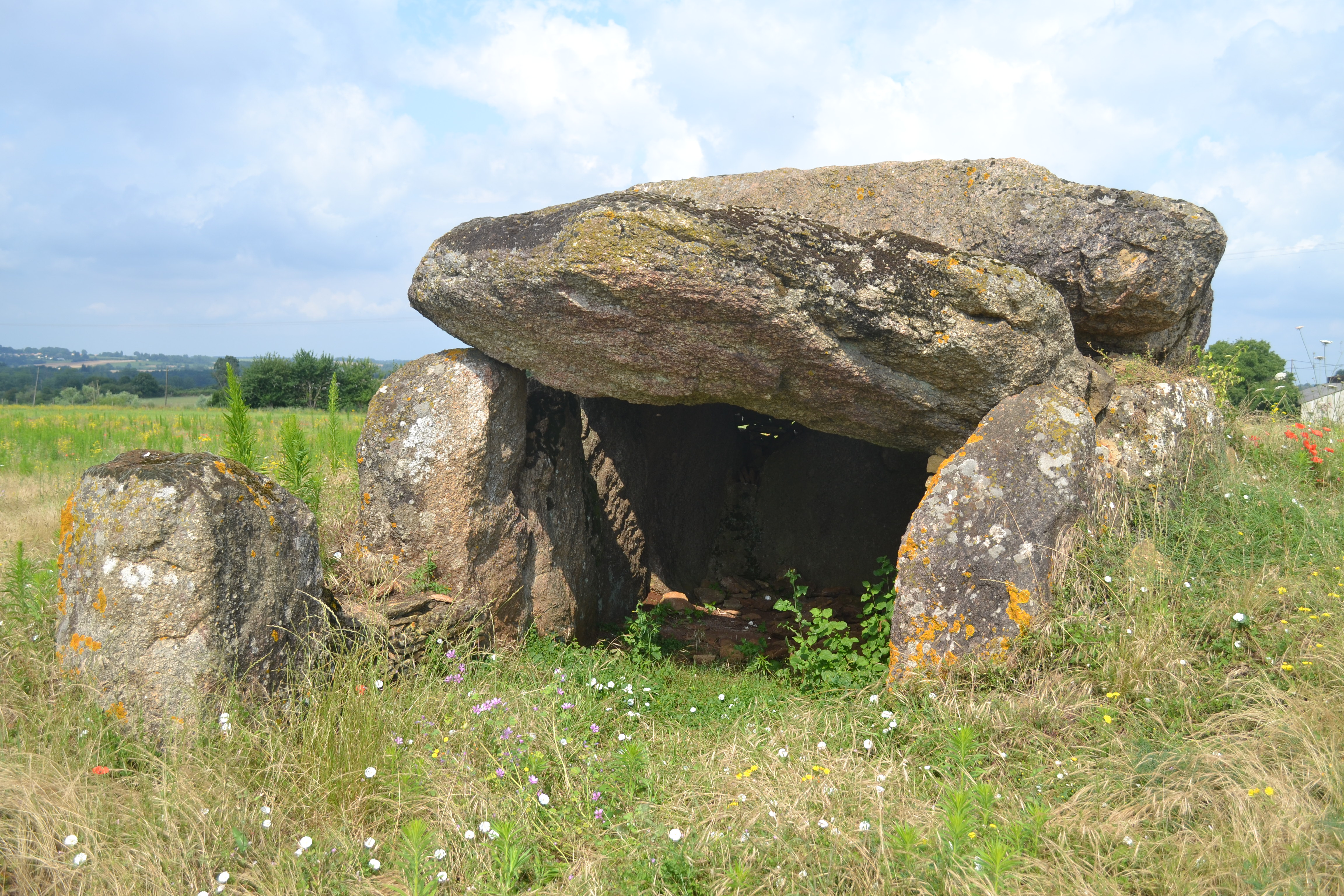
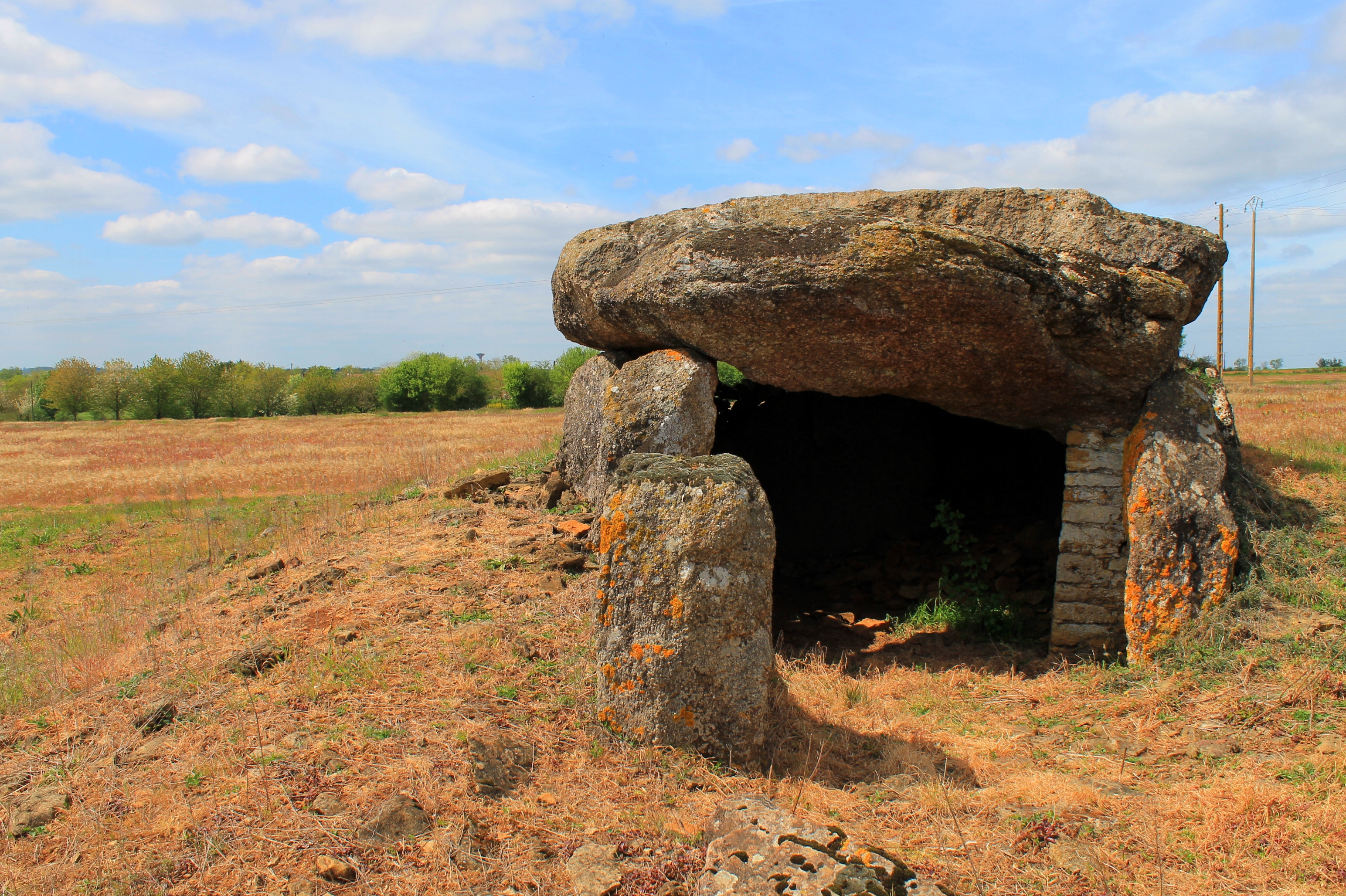

In der Nähe liegt die Ciste des Cous.